# Troupe de La Monnaie en 1802

## Composition de la troupe duThéâtre de la Monnaieen1802
L'année théâtrale commence le 1er floréal an X (21 avril 1802) et se termine le 30 germinal an XI (20 avril 1803).
| Acteurs                    | Actrices          |
| -------------------------- | ----------------- |
| Lagarenne                  | Rousselois        |
| Garnier                    | Hyacinthe         |
| Eugène Dessessarts         | Fay               |
| Champmêlé                  | Caron-Fémilly     |
| Calland                    | Lobé              |
| Dubreuil                   | Dubus             |
| Rochon                     | Decroix           |
| Eugène Ordinaire           | Gouget            |
| Desfossés                  | Ribou             |
| La Vilette                 | Burger            |
| Perceval                   | Perceval          |
| Linsel                     | Lance             |
| Borremans                  | Lequien           |
| Brion                      | Chevalier         |
| Laurin                     |                   |
| Lisys                      |                   |
| Choristes (hommes)         | Choristes (dames) |
| Grandval                   | Brants            |
| Larivière                  | Grenet            |
| Margery                    | Margery           |
| Reinders                   | Villers           |
| Mailly                     | Lafont            |
| Borremans cadet            | Valentine         |
| De Proft                   | Colette Cotton    |
| Timmermans                 | Henriette         |
| Bourgeois                  | Wauquier          |
| Lafont                     | La Fosse          |
| Lance                      | D'Été             |
| Kerckhoven                 | Le Clerc          |
| Orchestre                  |                   |
| Pauwels, maître de musique | 2 trompettes      |
| 16 violons                 | 2 hautbois        |
| 2 altos                    | 2 flûtes          |
| 4 violoncelles             | 2 clarinettes     |
| 2 contrebasses             | 2 bassons         |
| 2 cors                     | 1 timballier      |
| Autre personnel            |                   |
| Devaux, souffleur          |                   |
| Pellerin, copiste          | Spaak, peintre    |

### Source
- Théâtre de la Monnaie, à Bruxelles, sous la régie du Citoyen J. Dubus, Bruxelles, Poublon, s.d. [1802].